# مقاطعة أسكنسيون (لويزيانا)
مقاطعة أسكنسيون (بالإنجليزية: Ascension Parish, Louisiana)‏ هي إحدى مقاطعات ولاية لويزيانا في الولايات المتحدة. تأسست سنة 1807، وتبلغ مساحتها 784 كم2، بلغ عدد سكانها 112286 نسمة في عام 2010 حسب إحصاء مكتب تعداد الولايات المتحدة وتصل الكثافة السكانية فيها 101 نسمة/كم2.

## وصلات خارجية
- www.ascensionparish.net
- United States Counties